# 1979 en philosophie
Chronologie de la philosophie
- 1975
- 1976
- 1977
- 1978
- 1979
- 1980
- 1981
- 1982
- 1983

L’année 1979 a été marquée, en philosophie, par les événements suivants :

## Publications
- Le Principe responsabilité (Das Prinzip Verantwortung) de Hans Jonas
- Questions d'éthique pratique (Practical Ethics) de Peter Singer